# 姚刚
姚刚（1962年5月—），山西文水人，日本东京大学社会学学士和硕士，在校期间，未曾修过任何有关经济学门类的正规专业课程。曾任中国证券监督管理委员会排名第一的副主席。2015年12月9号姚刚因涉嫌违纪被免去中国证监会副主席职务。

## 生平
1980年參加全國高考，以467分（总分530分）进入北京大学国际政治系，81年4月被选拔指派入中国赴日预备校（中日政府间唯一日语培训合作机构，置于东北师范大学内）接受三期生日语特训（分配在2班，即文科最优班，全校共6个班，100名全国选拔生，其中2、4、6为文科班，1、3、5为理科班，按入校报到后特别举行的英语考试成绩分班），其同班同学有前深圳证交所总经理宋丽萍（现任中国上市公司协会执行副会长兼法人代表，十八大中央候补委员，选拔自中国人民大学，日本长崎大学毕业）、前中信香港嘉华银行执行副总裁张铭千（2001年9月因故身亡，选拔自北京大学，日本一桥大学毕业）和2015年大阅兵中无人机方队领队的李天天少将（选拔自北京大学，日本广岛大学毕业），其妻胡蓉晖（选拔自对外经济贸易大学，赴日后与姚刚同在东京大学，攻读法学，后任中伦律师合伙人）亦是同班同学，结业后于82年春加入中国共产党并被公派前往日本东京大学文学部留学，师从费孝通的好友，日本社会学的泰斗（现代化理论）富永健一教授（2008年被日本政府授予最高荣誉奖-日本文化功劳者的称号），86年春大学毕业后升硕士班，88年以『公民主体性的意识革命和现代化进程的互动关系』的研究论文获得东京大学社会学硕士学位。毕业后先后任职于日本三洋证券、法国兴业银行东京证券公司、法国里昂信贷银行东京证券公司。
放弃高达千万日元的丰厚年薪回国后，姚刚于1993年进入中国证券监督管理委员会，出任期货监管部副主任，后任主任，是证监会期货部的创始人。1998年君安证券出事后，姚刚被直接点名主持君安证券与国泰证券的合并事宜。1999年，国泰、君安两家证券公司合并后，此前已被任命为君安证券董事长的姚刚任新公司总经理、党委副书记、副董事长。2002年任中国证券监督管理委员会发行监管部主任；2004年7月任中国证券监督管理委员会主席助理、党委委员兼发行监管部主任；2008年任中国证券监督管理委员会副主席、党委委员。任职期间攻读并获得经济学博士（在职）。
姚刚曾为证监会内最年轻的部级后备干部，被市场评价为证监会内最懂专业的领导。他任职证监会发行监管部主任和证监会主席助理期间，推动了发审委(股票发行审核委员会)制度，并首创发行保荐人制度。正是因此，姚刚一度被市场归为“改革派”的代表之一。被查前，姚刚是中国证监会排名第一的副主席，分管市场部、期货部、债权部、人教部(组织部)以及中国结算、期货市场监控中心和中证监测。因掌控A股市场IPO发审大权13年之久，一度被业内戏称为“发审皇帝”。
2015年11月13日，姚刚因涉嫌严重违纪，接受组织调查。2017年7月20日，因严重违反党的纪律并涉嫌犯罪，被开除党籍、开除公职，移送司法机关处理。2017年8月31日，最高人民检察院依法以涉嫌受贿罪对姚刚立案侦查并采取强制措施。2018年9月28日，河北省邯郸市中级人民法院依法对被告人姚刚以受贿罪判处有期徒刑十五年，并处罚金人民币七百万元，以内幕交易罪判处有期徒刑六年，并处罚金人民币四百万元，决定执行有期徒刑十八年，并处罚金人民币一千一百万元；对姚刚受贿、内幕交易所得财物及其孳息予以追缴，上缴国库。经审理查明：2006年至2015年，被告人姚刚利职务上的便利，为相关单位提供帮助，通过其近亲属非法收受他人财物共计折合人民币6961万余元。2007年1月至4月，姚刚利用担任证监会主席助理兼发行监管部主任的职务便利进行股票内幕交易，非法获利共计人民币210万余元。姚刚是中共十八大以来第一个涉嫌内幕交易罪的省部级落马官员。